# ペルセウスとアンドロメダ (ティツィアーノ)
『ペルセウスとアンドロメダ』（伊: Perseo e Andromeda, 英: Perseus and Andromeda）は、イタリアの盛期ルネサンスの巨匠ティツィアーノ・ヴェチェッリオの絵画である。油彩。サイズは175 x 189.5 cm。
スペイン国王フェリペ2世を顧客とした《ポエジア（詩想画）》と呼ばれる一連の神話画の一部として1554年から1556年に描かれた。本作品はローマの詩人オウィディウスの『変身物語』4巻663行-752行に主題を取っており、連作の全ての作品が裸婦を取り上げている。絵画は海岸の崖に鎖でつながれたアンドロメダを食らうために現れた海の怪物を退治しようと空を飛んで戦うギリシア神話の英雄ペルセウスを描いている。ペルセウスはすでに怪物の肩を攻撃し、傷を負わせている。
おそらく1605年の段階ですでに「傷んだ」と説明された作品であり、その後も傷みに苦しんだだけでなく、明らかに四辺すべてが切断されている。
絵画は頻繁に所有者を変えた。ヴェネツィアで描かれたのち現在のベルギーに発送され、その後スペイン、イタリア、イギリス、フランスを渡り歩き、再びイギリスに戻った。絵画がスペイン王国の王室コレクションを離れた経緯は定かではないが、所有者の1人と目されるレオーニ家を経由して、イタリアから画家アンソニー・ヴァン・ダイクによってイングランド王国にもたらされた後に、オルレアン・コレクションに加わった。現在はロンドンのウォレス・コレクションに収蔵されている。

## 主題と絵画の源泉

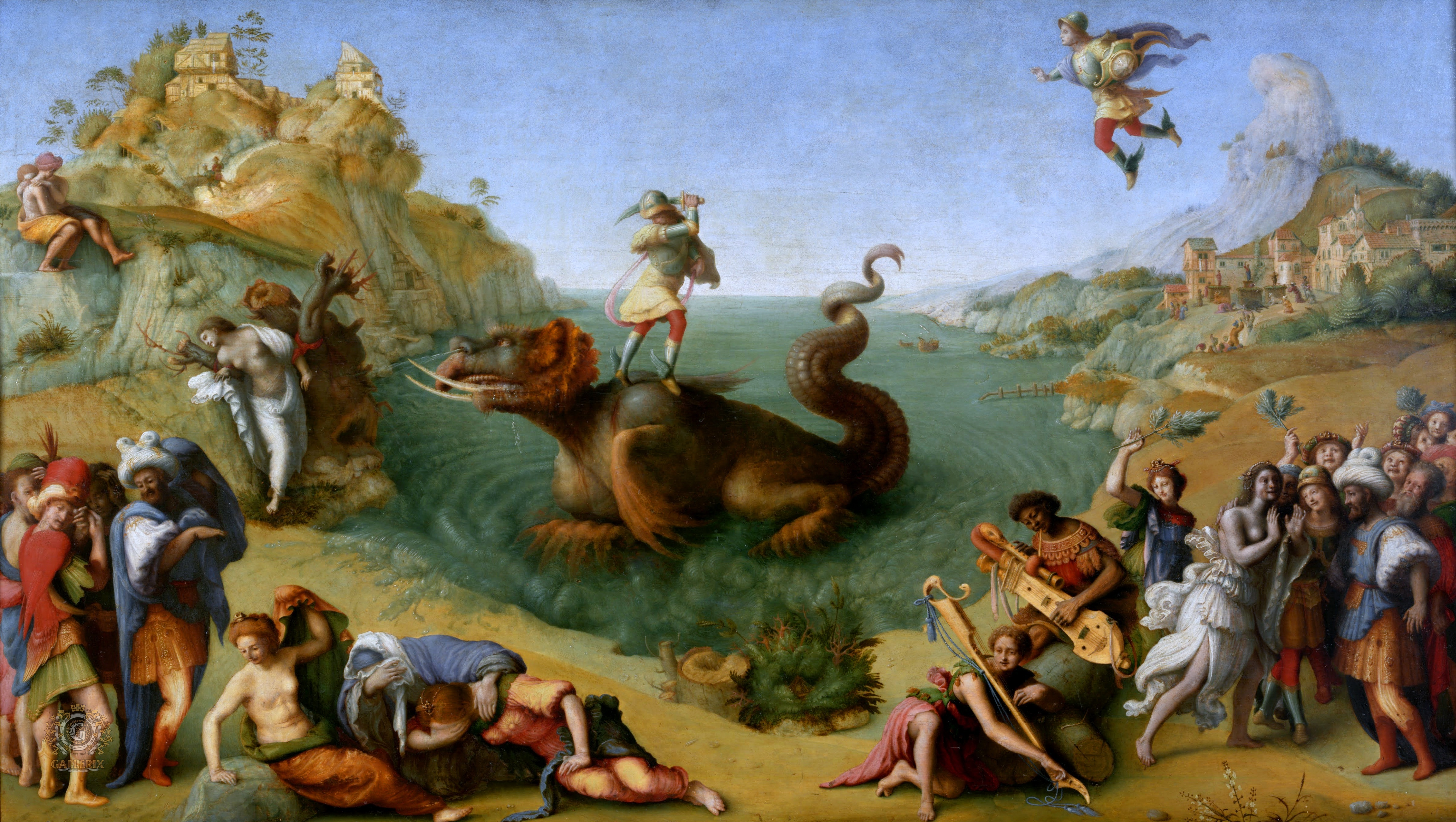
ピエロ・ディ・コジモの1510年頃の絵画『アンドロメダを救うペルセウス』。この主題の数少ない初期のイーゼル画の1つ。ウフィツィ美術館所蔵。

ギリシア神話によると、エチオピア王国は美しさを鼻にかけた王妃カシオペアによって支配されていた。カシオペアは自身と娘アンドロメダの美しさが、海神ポセイドンに仕える海のニンフであるネレイデスより優れていると主張した。ネレイデスはカシオペアの言動に激怒してポセイドンに抗議すると、ポセイドンは報復のために海の怪物を呼び出し、エチオピアの海岸を荒廃させ、カシオペアの王国に災厄をもたらした。王妃は夫ケーペウスともに、ゼウス・アンモンの神託に従って、アンドロメダを怪物に捧げることに決めた。メデューサを退治し、空を飛行して帰国していたペルセウスは、怪物を倒してアンドロメダを救出したのち、彼女と結婚した。
ティツィアーノの絵画はオウィディウスにかなり近いが、画家はラテン語に明るくなかった可能性が高く、主に豊富な選択肢があったイタリア語のやや簡略化されたバージョンに依存していた。これはラテン語の原典との間にあるいくつかの相違点を合理的に説明するかもしれないが、ティツィアーノが物語を自由に解釈しただけかもしれない。オウィディウスでは両親はアンドロメダの近くにいるのに対して、本作品ではおそらく反対側の海岸の都市の近くに小さく描かれた群衆の中にいる。またアンドロメダの足元には貝殻と珊瑚が描かれている。珊瑚はオウィディウスによって言及されており、物語の後の段でメデューサの石化の力によって生まれたと語られている。オウィディウスはアンドロメダを大理石の彫刻のようであり、泣いていると説明している。この点についてティツィアーノの描写はいずれも一致している。ペルセウスはヘルメス（ローマ神話のメルクリウス）から湾曲した剣を、アテナ（同じくミネルヴァ）からは盾を与えられており、ヘルメスのように有翼のサンダルをはき、翼のある帽子を被っている。
オウィディウスの様々な版のかなり雑な木版画の挿絵、特定の古典的レリーフ、およびミケランジェロ・ブオナローティによる復活したキリストの有名な図面（大英博物館）の両方から、様々な視覚的情報源が提案されている。オウィディウスの挿絵はすべて「ペルセウスがテキストによる裏付けがないメルクリウスに似た翼のある帽子を被り、そしてティツィアーノが後に思い出したかもしれない小さなバロック風の観兵式の盾を携行している」。

## 《ポエジア》

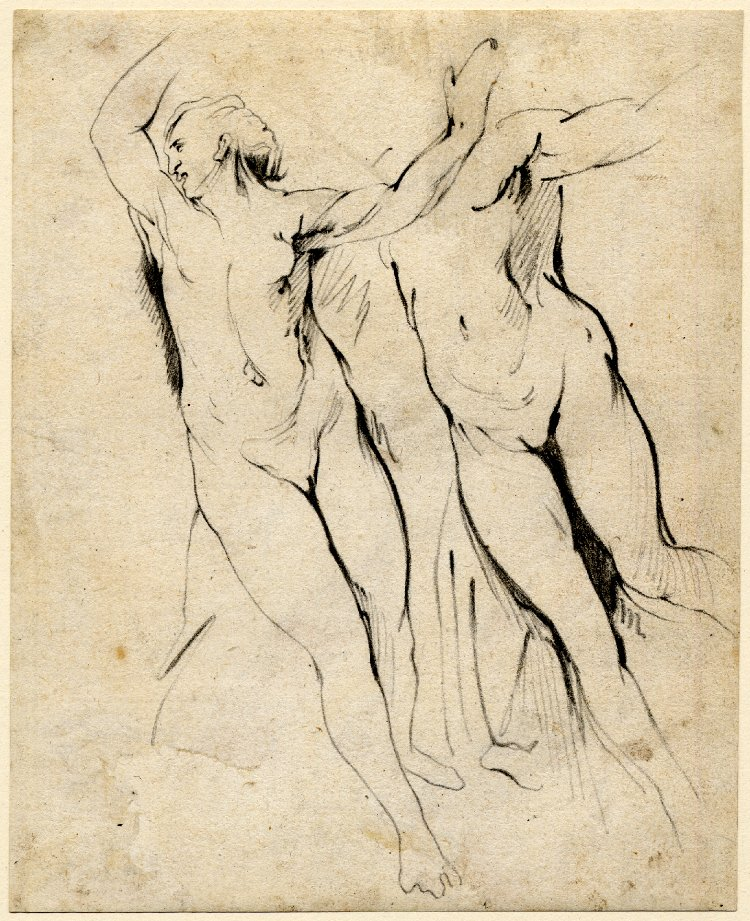
アンソニー・ヴァン・ダイクのイタリア時代のスケッチブック（現在チャッツワース・ハウス）に由来する素描によるコピー。おそらくティツィアーノの素描の模写。大英博物館所蔵。

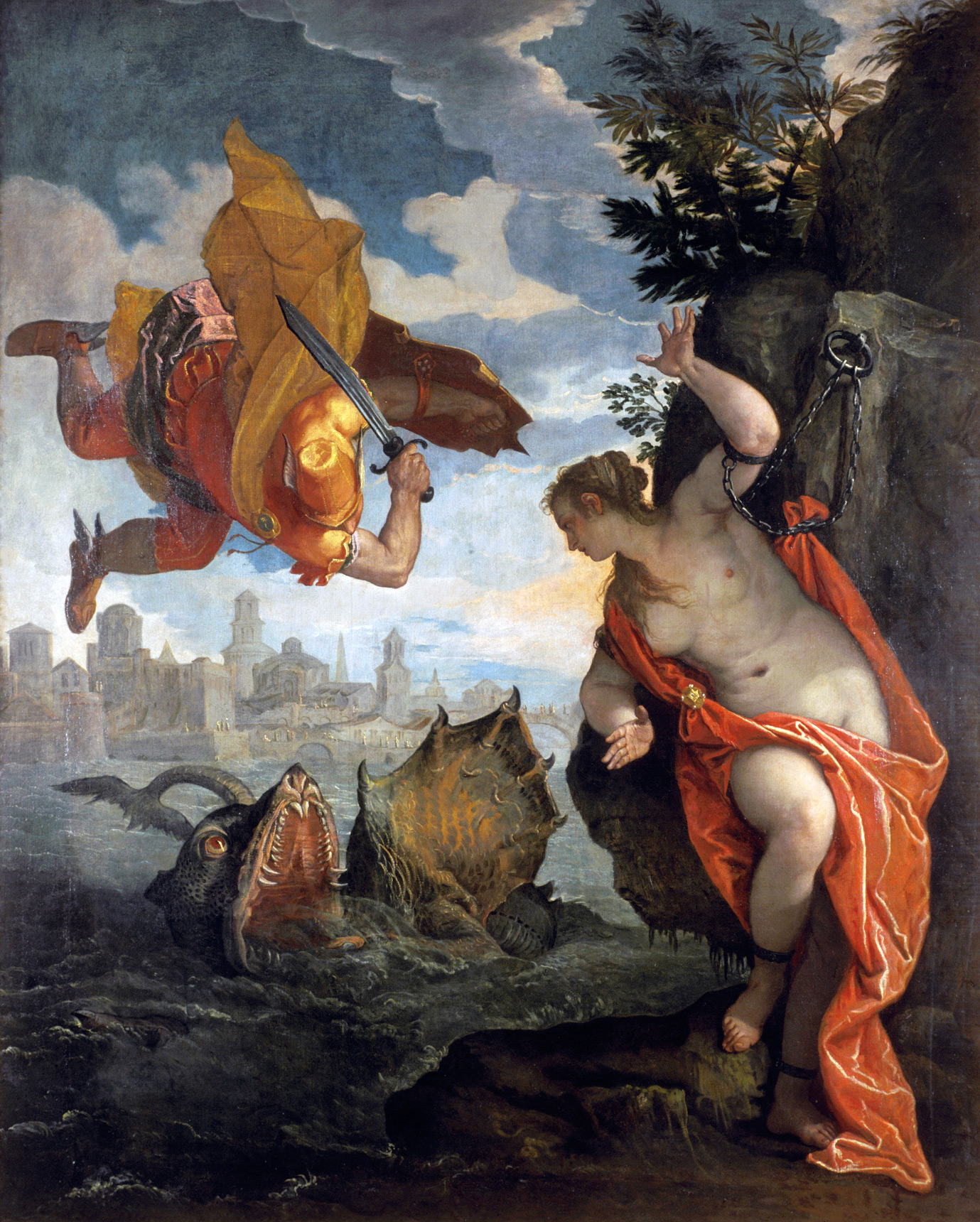
パオロ・ヴェロネーゼによる1576年から1578年頃の絵画『アンドロメダを救出するペルセウス』。レンヌ美術館所蔵。

《ポエジア》連作の最初の2作品は、『ダナエ』（Danae）と『ヴィーナスとアドニス』（Venere e Adone）で、それぞれ1553年と1554年後半に発送された。これらはいずれもティツィアーノがローマのファルネーゼ家のために過去10年の間にすでに幾度となく描いた同一の構成の繰り返しであった。『ヴィーナスとアドニス』に添えられたフェリペ2世宛ての手紙の中で、ティツィアーノは対となる対照的なポーズの作品を提供したことを記し、そして『ペルセウスとアンドロメダ』および、制作を予定していた『イアソンとメデイア』の両方で「もう一つの異なる眺め」の作品を制作することを約束した。これらはフェリペ2世の神話画連作において最初のオリジナル作品となるはずだったが、おそらく放棄されたのだろう、『イアソンとメデイア』の痕跡は残されていない。その代わりに『エウロペの略奪』（Ratto di Europa）が『ペルセウスとアンドロメダ』の2枚ぞろいの絵画の一方としてデザインされた。
『ペルセウスとアンドロメダ』の構成はいくつかの段階を経て発展しており、その過程はX線や赤外線リフレクトグラフィー、そして生き残った絵画を通してたどることができる。初期の要素のいくつかは絵画の綿密な調査によって肉眼で確認できる。最初はアンドロメダはかなりよく似たポーズで画面の右側にあったが、最終的な作品に見られるように左から右に傾いていた。左の腕は同様の方法で彼女の頭の上に上げられていたが、もう一方の腕は多かれ少なかれ水平で、頭はおそらく中央を向いていた。そのような人物を描いたアンソニー・ヴァン・ダイクのイタリア時代のスケッチブック（現在のチャッツワース・ハウス）に由来する素描があり、おそらく彼のキャリアのこの段階では珍しい ティツィアーノの失われた絵画を模写している。
アンドロメダが絵画の左側に移動したとき、彼女のポーズは最終的な絵画とは異なり、右側に配置されていたときのポーズに似ていた。複数の異なる配置があったが、そのうちのいくつかはペルセウスの手足、剣、盾のための下描きを考える以上のものではなかった。怪物はもっと海水から高くそびえ立っていた。
反対意見によると、リアリック（Rearick）はウォレス・コレクションのキャンバスは2番目のバージョンであり、アンドロメダが右側に配置されたオリジナルは1556年にフェリペ2世に届けられたが、現在は失われたと見なしている。彼はレンヌ美術館に所蔵されているパオロ・ヴェロネーゼの作品『アンドロメダを救出するペルセウス』をこのバージョンのパラフレーズと考えている。
数年後、おそらく1558年までに、ティツィアーノはハンガリー王妃でフェリペ2世の叔母のマリア・フォン・エスターライヒに『聖マルガリタと竜』（Santa Margarita e il drago, プラド美術館所蔵）を描いた。ペルセウスが除去され、衣服をまとったアンティオキアの聖マルガリタが十字架を手にいているこの作品は、遠方に都市を望む海岸の崖で、アンドロメダが怪物とともに描かれている本作品とほぼ同じ状況を示している。

## 来歴
フェリペ2世は1556年9月にスペイン領ネーデルラントのヘントで絵画を受け取った。フェリペ2世の秘書でお気に入りのアントニオ・ペレスが送ったリストによると、ティツィアーノは1574年の段階でまだ報酬を受け取っていなかった。フェリペ2世は1598年に死去する前にスペイン王室のコレクションを託したように見えるが（そうされた唯一の《ポエジア》）、現在スペインのジローナにある入念なコピーに置き換えられた。他の重要な絵画がそうであったように、おそらく『ペルセウスとアンドロメダ』もまたペレスに与えられた。これは1579年にペレスが致命的な失墜をする以前であっただろう。
あるいは宮廷彫刻家レオーネ・レオーニと彼の息子ポンピオ・レオーニの家族に与えられたかもしれない。またレオーニ家はペレスの失墜によってコレクションが分散したときに購入した可能性もある。1585年から1586年のペレスのコレクションには（「偉大な」または「大きな」と記述された）同じ主題の絵画の記録があり、レオン・バウティスタ・レオーニ（Leon Bautista Leoni）が1605年に死去したときに（「ティツィアーノによる傷んだアンドロメダ」）、そして彼の父ポンピオ・レオーニが1608年に死去したときに（ティツィアーノによって描かれた、大きなと説明された）絵画の記録がある。これらはすべて本作品を指している可能性があるが確かではない。
確かなのは絵画がアンソニー・ヴァン・ダイクのコレクションの中にあったということであり、彼は1621年から1627年までイタリアに滞在した間に、ミラノに拠点を置くレオーニ家からそれを取得したらしい。1641年にロンドンで死去したとき彼の絵画の間に記載され、1646年にヴァン・ダイクの最良の顧客の1人である第10代ノーサンバランド伯爵アルジャーノン・パーシーによって、ティツィアーノの『ヴェンドラミン家の肖像』（Ritratto votivo della famiglia Vendramin, ロンドン・ナショナル・ギャラリー所蔵）とともに購入された。伯爵は両作品に対して200ポンドを支払い、1656年にはさらに80ポンドを支払った。ただし短期間で絵画を手放したらしく、1654年までに、おそらく1649年までにフランスに渡った。1654年に絵画はフランスの政治家ルイ1世・フェリポー・ド・ラ・ヴリリエールのパリの邸宅オテル・ド・ラ・ヴリエールにあり、1705年に邸宅とともにローラン＝ルイユ（Raulin-Rouillé）に売却され、オテル・ド・トゥールーズと名称を変えることになる旧フェリポー邸に1717年まであった。

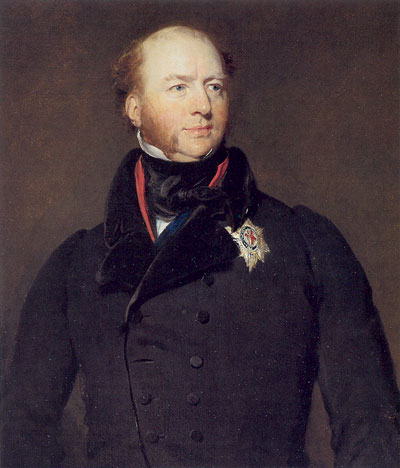
第3代ハートフォード侯爵フランシス・シーモア＝コンウェイ。

その後、フランスの摂政であるオルレアン公フィリップ2世の有名なオルレアン・コレクションに加わり、ティツィアーノの《ポエジア》の他の4作品と、同じくティツィアーノの『ヴィーナスとアドニス』の他の2つのバージョンと再会した。この時点で『ヴィーナスとアドニス』のフェリペ2世のバージョンと『ダナエ』だけがスペインの王室コレクションに残った（現在はプラド美術館に所蔵されている）。オルレアンの他のほとんどのイタリア絵画と同様に、フランス革命後の複雑な一連の取引でコレクションは分散してロンドンに移動し、そのうちのいくつかは誤ってイングランド国王チャールズ1世のコレクション以前のものとして記載された。『ペルセウスとアンドロメダ』は1798年に700ギニーと評価されたが購入者は現れず、1800年に310ギニーで、1815年に362ポンドで販売された。これは他の《ポエジア》、『ディアナとアクタイオン』（Diana e Atteone）や『ディアナとカリスト』（Diana e Callisto）のそれぞれに支払われた、売却を取り扱うシンジケートの1つであるブリッジウォーター公爵の2,500ポンドよりはるかに少なかった。

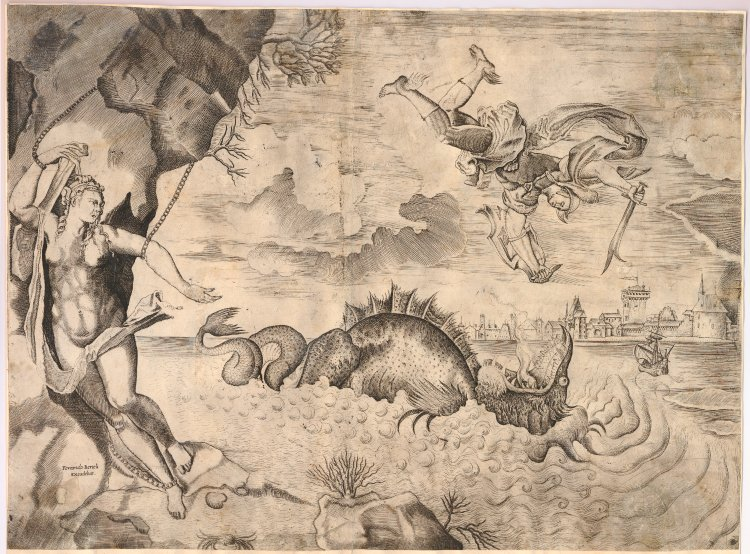
フェランド・ベルテッリによる彫版印刷。1550年頃。

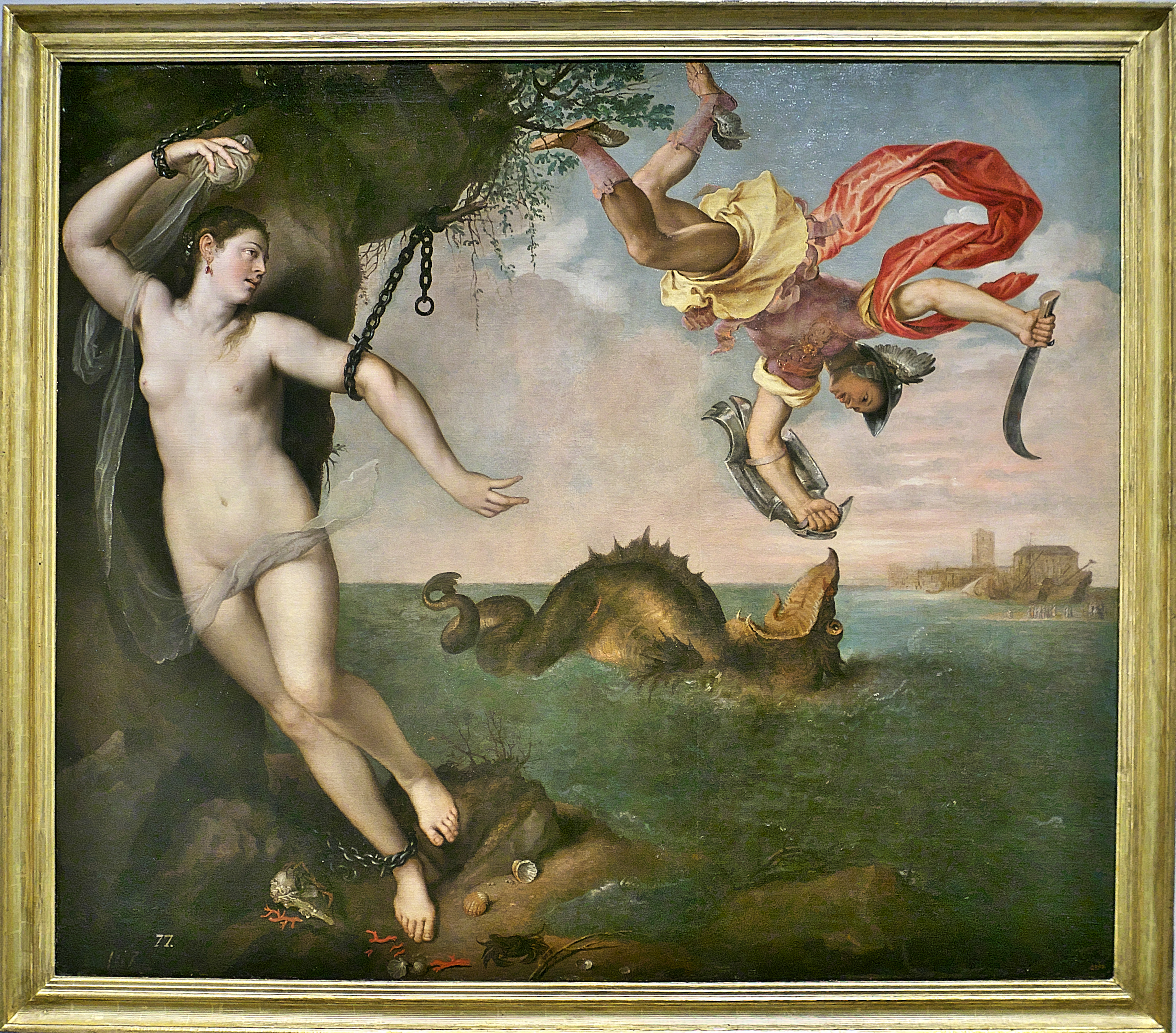
プラド美術館に所蔵されている複製。

1815年は絵画が市場に登場した最後の機会であった。ウォレス・コレクションを形成する主要な収集家であった第4代ハートフォード侯爵リチャード・シーモア＝コンウェイの父で、第3代ハートフォード侯爵でありヤーマス伯爵であったフランシス・シーモア＝コンウェイに売却された。第3代侯爵はウォレス・コレクションに比較的少数の絵画を提供したが、それらのほとんどは肖像画だった。
絵画は当初、コレクションの花形の1つとは見なされなかった。1842年から1854年の間に、ロンドンの家具運搬車の倉庫に保存された後、ウォレス・コレクションの本拠地となるハートフォード・ハウスに移った。1870年の目録はドメニキーノの作品として説明し、ハートフォード・ハウスの「ランバールーム」にあったと記録している。美術史家ジョン・インガメルズは絵画が正確に鑑定され蒸気から救い出される以前、「1876年から1897年の間、リチャード・ウォレスの衣裳部屋の窓ガラスが入っていない浴室に掛けられていた」と不満を述べている。

## 複製と印刷
本作品は最初の2つの《ポエジア》のようにティツィアーノや彼の工房で複製は制作されなかったが、後に制作された複製が存在している。フェリペ2世が絵画を与えたとき、スペイン王室コレクションの複製が制作され、1882年にジローナの博物館に送られた。エルミタージュ美術館はおそらくかつてサヴォイア家の血筋に当たるプリンツ・オイゲンが所有していた複製を所蔵している。またフランス、モントーバンのアングル美術館はかつてベルサイユ宮殿が所有していた17世紀のコピーを所蔵している。
ヴェネツィアのフェランド・ベルテッリによる彫版印刷はおそらく1550年代のものであり、左側を除くすべての側面の構成を拡張している可能性があるが、おそらく未知の範囲を切り落された絵画の元のサイズを反映している。 ジョヴァンニ・バッティスタ・フォンタナ（1524-1587）は2つの版画を制作した。 どちらも正確な複製ではない。16世紀後半からのオウィディウスの挿絵は複製されることはなく、多くは絵画の場面または一般的なレイアウトを採用している。 後の世紀の主題の多くの絵画は、主題を2人の中心人物と怪物に整理したティツィアーノに追従する傾向にあったが、彼の構成はコピーされていない。 この主題は19世紀に特に人気を博した。

## 《ポエジア》シリーズ
- 『ダナエ』 - 1553年にフェリペ2世に発送された。ウェリントン・コレクション（英語版）所蔵。以前のバージョンと後のバージョンがある。
- 『ヴィーナスとアドニス』 - 1554年に発送された。プラド美術館所蔵。ヴァリアント多数。
- 『ディアナとアクタイオン』 - ロンドン・ナショナル・ギャラリーとエディンバラのスコットランド国立美術館の共同所有。
- 『ディアナとカリスト』 - ロンドン・ナショナル・ギャラリーとエディンバラのスコットランド国立美術館の共同所有。
- 『エウロペの略奪』 - 1560年から1561年頃。アメリカ合衆国の唯一の《ポエジア》。イザベラ・スチュワート・ガードナー美術館所蔵。
- 『アクタイオンの死』 - 1559年頃。ロンドン・ナショナル・ギャラリー所蔵。フェリペ2世に発送されずに工房に残されたため、連作に数えられないことが多かった。

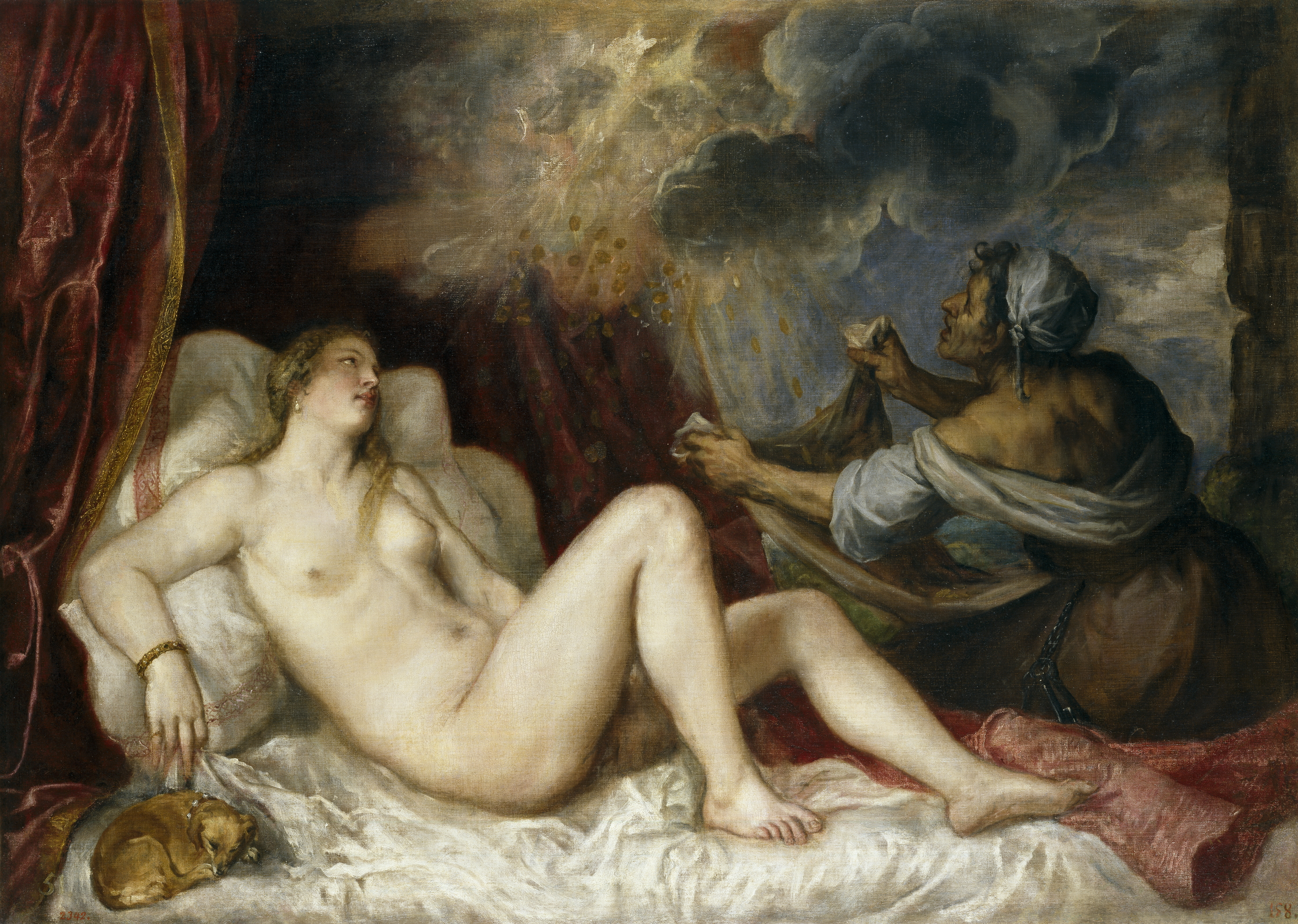
『ダナエ』
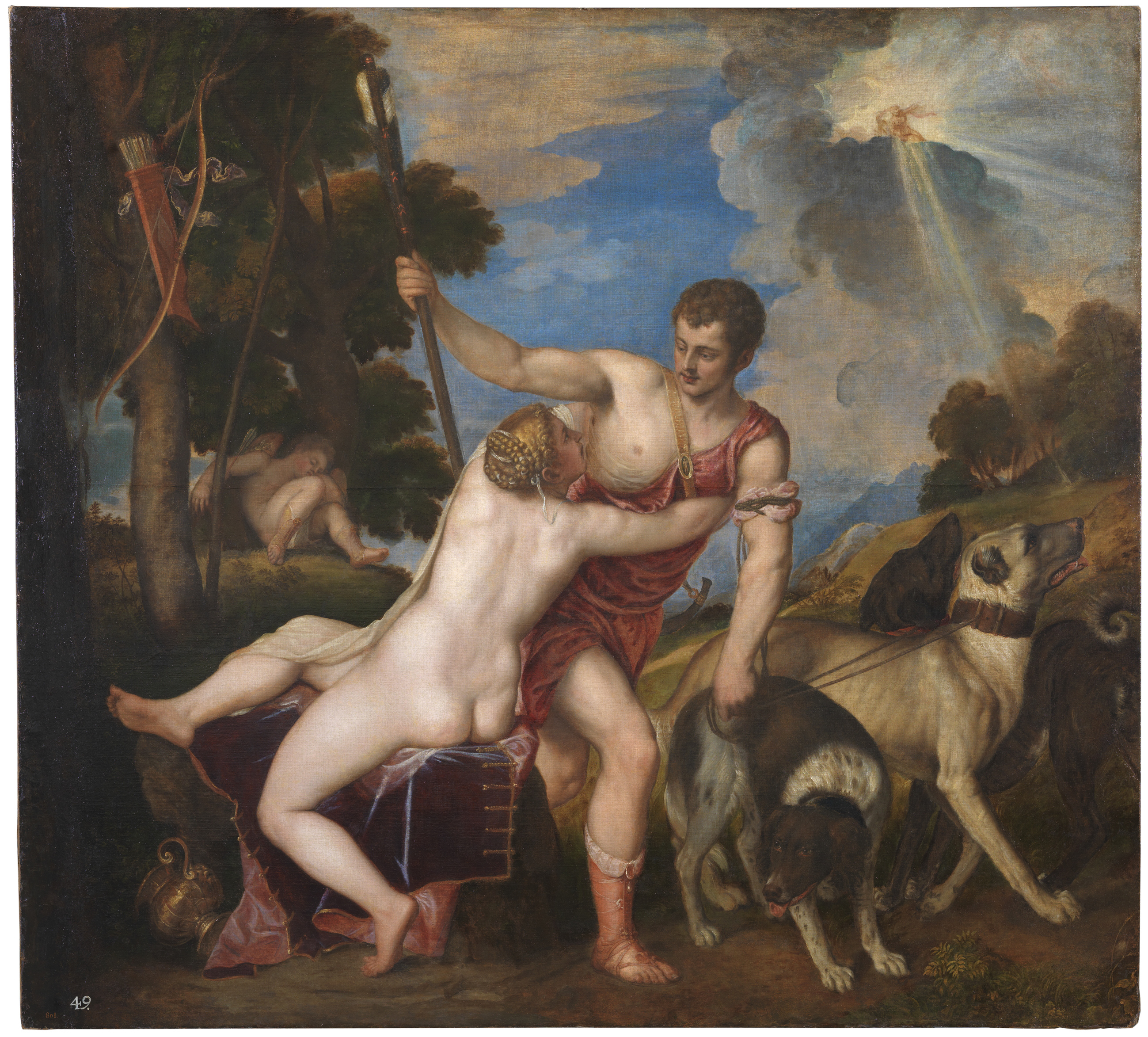
『ヴィーナスとアドニス』
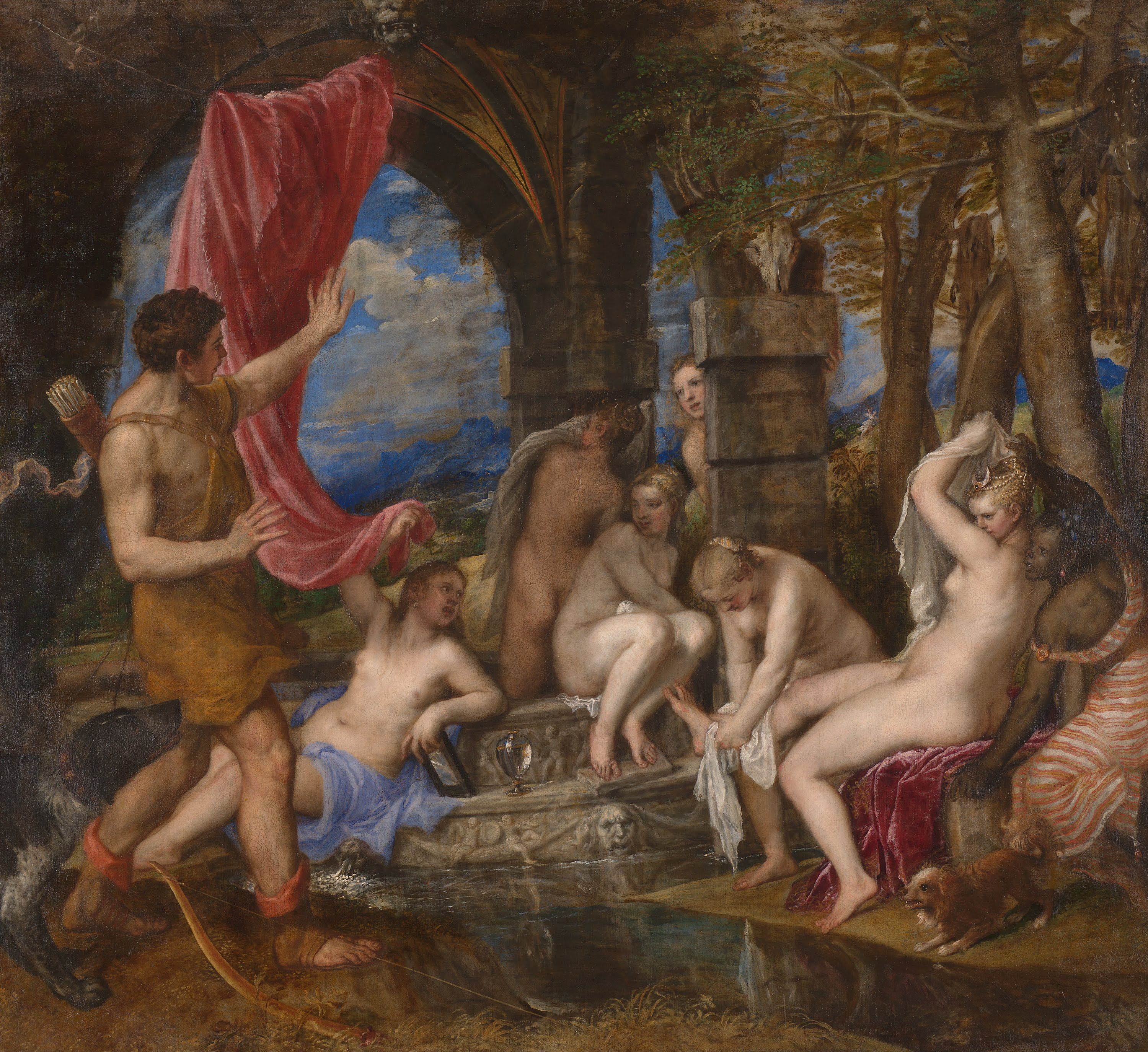
『ディアナとアクタイオン』
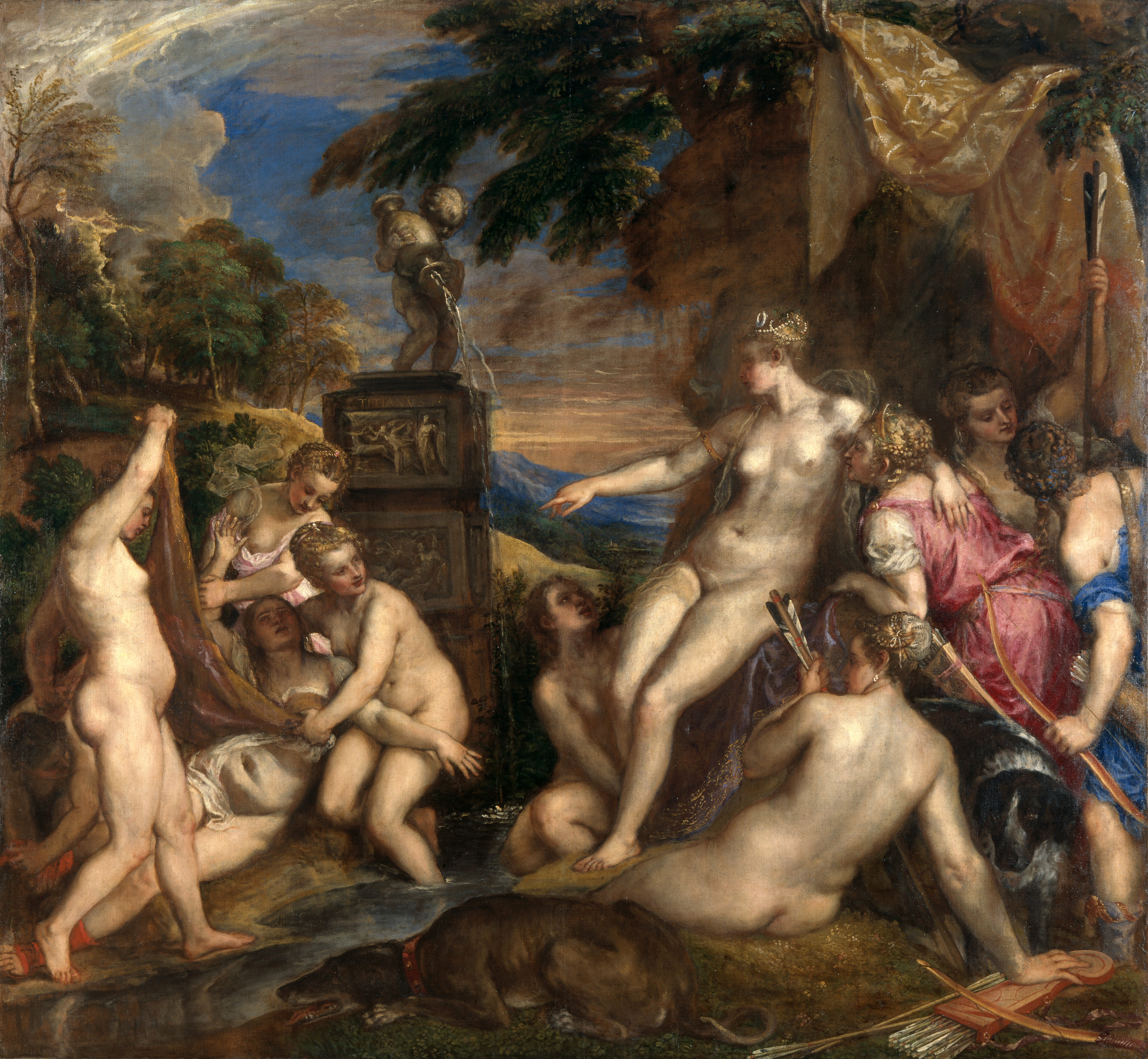
『ディアナとカリスト』
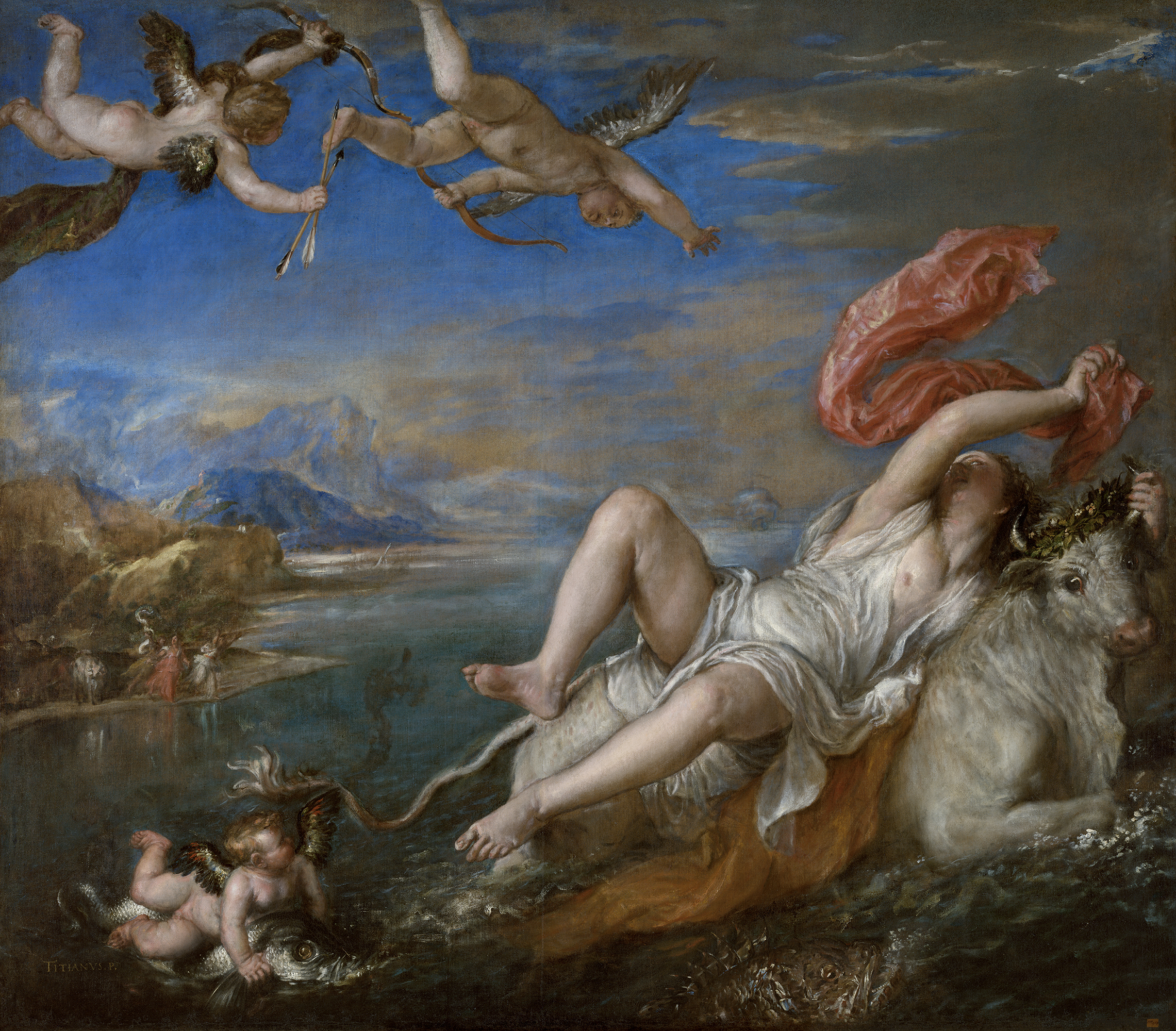
『エウロペの略奪』
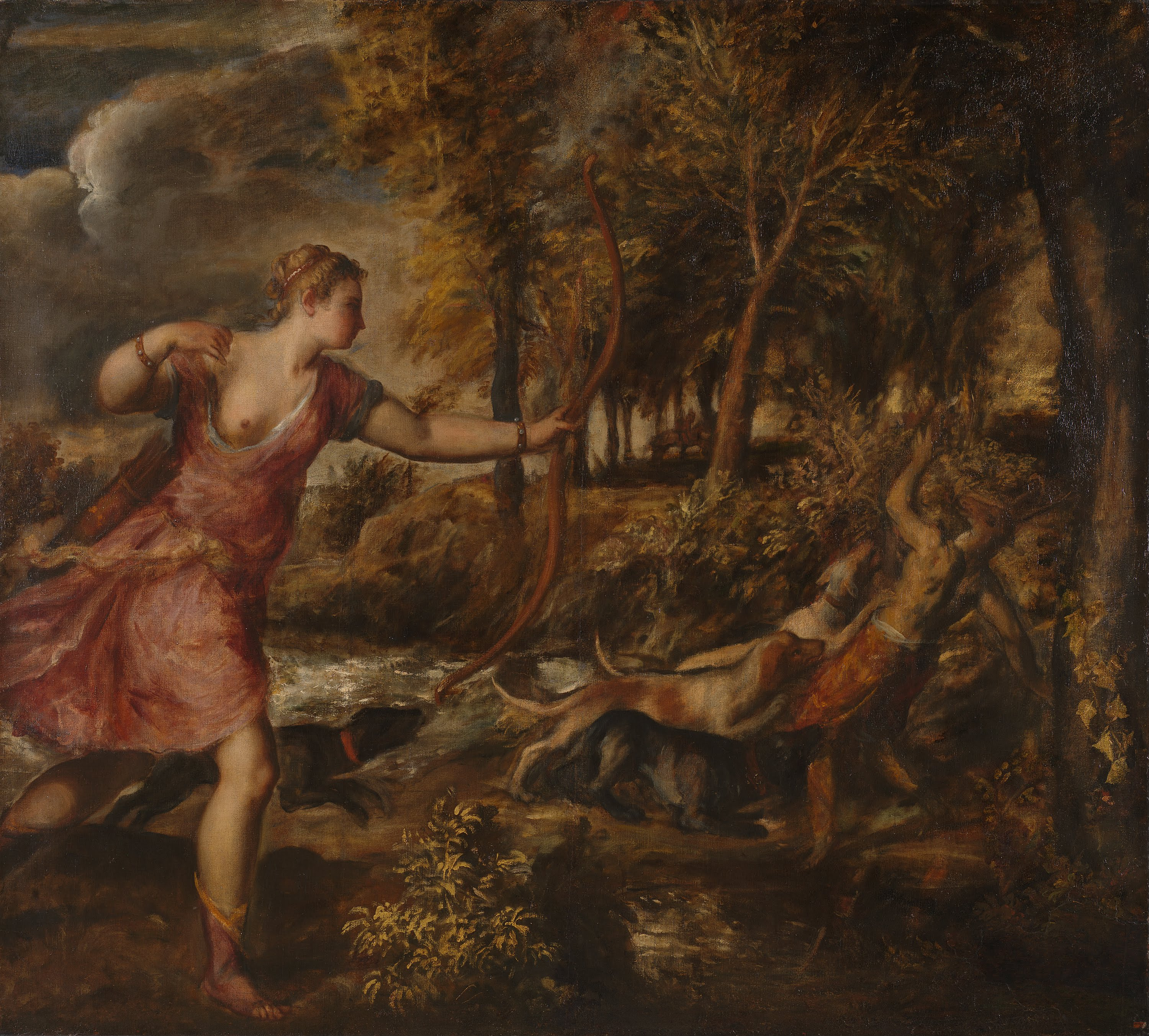
『アクタイオンの死』